# Hinemoa Planitia
L'Hinemoa Planitia è una struttura geologica della superficie di Venere.